# Trebbin

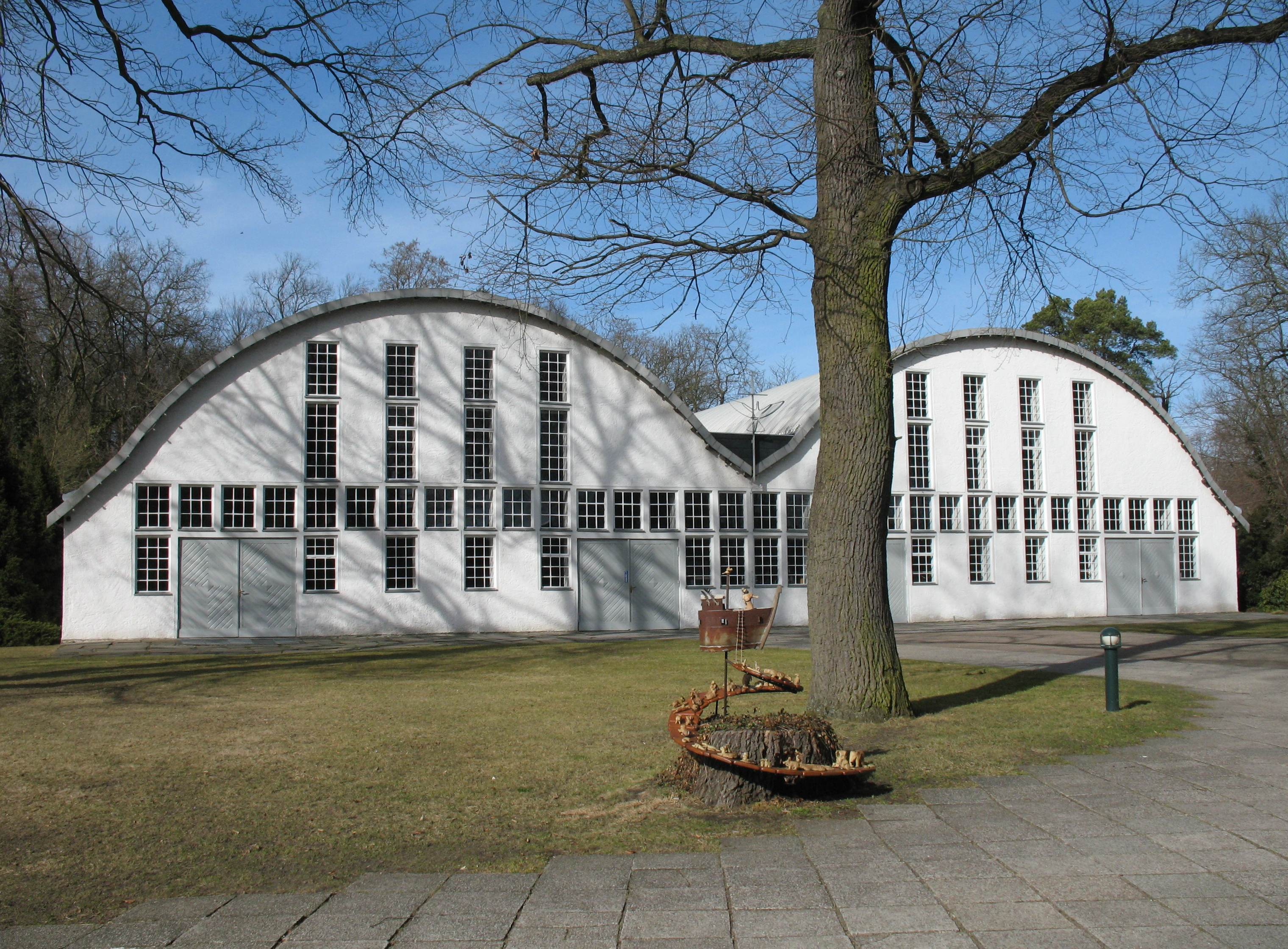
Nhà thờ

Trebbin là một thị xã ở huyện Teltow-Fläming, bang Brandenburg, Đức. Thị xã này nằm bên sông Nuthe, 14 km về phía bắc Luckenwalde, và 36 km về phiâ tây nam của thành phố Berlin.
Trebbin kết nghĩa với:
- Bognor Regis, Anh
- Weil am Rhein, Đức